# Ексетер Тауншип (округ Вайомінг, Пенсільванія)
Ексетер Тауншип (англ. Exeter Township) — селище (англ. township) в США, в окрузі Вайомінг штату Пенсільванія. Населення — 625 осіб (2020).

## Демографія
Згідно з переписом 2010 року, у селищі мешкало 690 осіб у 311 домогосподарстві у складі 187 родин. Було 403 помешкання
Расовий склад населення:
| - 98,7 % — білих - 0,9 % — чорних або афроамериканців |

До двох чи більше рас належало 0,4 %. Частка іспаномовних становила 1,4 % від усіх жителів.
За віковим діапазоном населення розподілялося таким чином: 16,4 % — особи молодші 18 років, 65,5 % — особи у віці 18—64 років, 18,1 % — особи у віці 65 років та старші. Медіана віку мешканця становила 49,4 року. На 100 осіб жіночої статі у селищі припадало 98,3 чоловіків;  на 100 жінок у віці від 18 років та старших — 106,1 чоловіків також старших 18 років.
Середній дохід на одне домашнє господарство  становив 69 026 доларів США (медіана — 50 893), а середній дохід на одну сім'ю — 70 544 долари (медіана — 63 438). За межею бідності перебувало 4,4 % осіб, у тому числі 0,0 % дітей у віці до 18 років та 5,1 % осіб у віці 65 років та старших.
Цивільне працевлаштоване населення становило 299 осіб. Основні галузі зайнятості: освіта, охорона здоров'я та соціальна допомога — 24,4 %, виробництво — 15,4 %, будівництво — 13,4 %, роздрібна торгівля — 12,4 %.